# Équeurdreville-Hainneville
Pour les articles homonymes, voir Hainneville.
Cet article concerne la commune déléguée ayant pour nom Équeurdreville-Hainneville. Pour la commune principale, voir Cherbourg-en-Cotentin.
Équeurdreville-Hainneville est une ancienne commune française du département de la Manche, dans la région Normandie. Aujourd'hui c'est une commune déléguée, peuplée de 15 898 habitants.
La ville se situe dans la périphérie de Cherbourg-Octeville. Elle résulte de la fusion en 1965 des deux communes d'Équeurdreville et de Hainneville. Sa population s'est notamment accrue à la suite des grands chantiers des années soixante-soixante-dix, comme dans toute l'agglomération, et a été multipliée presque par deux en quarante ans.
Les cinq conseils municipaux de Cherbourg-Octeville, Équeurdreville-Hainneville, La Glacerie, Querqueville et Tourlaville ayant voté le 8 septembre 2015 la fusion de leurs communes respectives, la nouvelle commune prend, le 1er janvier 2016, le nom de Cherbourg-en-Cotentin.

## Géographie

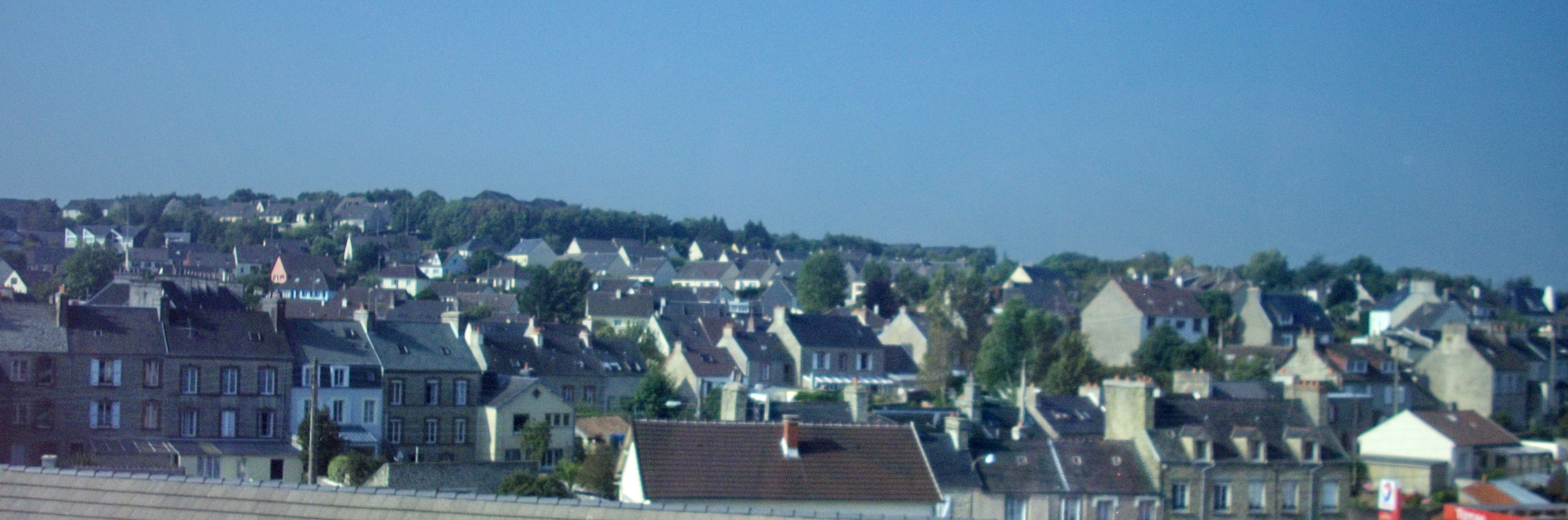
Panorama d'Équeurdreville vu de la résidence de la Saline.

### Situation
Équeurdreville-Hainneville est située au nord du Cotentin, dans le département de la Manche. Le centre-ville est à 5 km à l'ouest de celui de Cherbourg et à 15 km à l'est de Beaumont-Hague. À l'entrée de la Hague, la ville se trouve à l'intérieur de la rade de Cherbourg.
Elle est bordée au nord par la mer avec la baie de Sainte-Anne. À l'ouest, la commune est limitrophe de Querqueville, dont la limite est matérialisée par le ruisseau du Lucas, et de Tonneville, dont la limite se trouve le long du Rouland, affluent du Lucas. Au sud, la ville est mitoyenne à Flottemanville-Hague et à Nouainville, et à l'est à Cherbourg-Octeville, et notamment à l'arsenal.

### Topographie
La ville est traversée en son centre par le ruisseau de la Bonde qui forme une petite vallée. D'autres ruisseaux (ruisseau du Fay, le Vaublat…) creusent également des sillons, créant des vaux et des encaissements. Équeurdreville-Hainneville est donc assez escarpée par endroits et l'altitude monte rapidement.
Au nord, le rivage est tantôt de roche escarpée, tantôt de plage comme la Saline.

### Voies de communication et transports

#### Voies routières
La ville est traversée d'ouest en est par la D 901, qui relie Goury à Barfleur, et qui, dans la commune, longe la mer. La D 409, elle, relie au sud Nouainville au lieu-dit les Noires Mares, c'est-à-dire les abords d'Équeurdreville.
L'axe rue Surcouf/ rue de la Paix/ rue Gambetta est un autre axe majeur, parallèle à la D 901 mais passant par le cœur de la ville. Il est à la fois un axe routier et un axe commerçant important.

#### Aménagements cyclables
Il existe différentes pistes cyclables dans la ville. L'une longe la mer, allant de Querqueville à Cherbourg et l'abbaye Notre-Dame du Vœu et qui traverse la Bonde et la Saline. Une autre longe l'avenue Jacques-Prévert jusqu'à l'avenue de Brécourt.
Enfin un itinéraire relie le centre aquatique à la Polyclinique du Cotentin et Octeville aux abords du quartier des Herches, en empruntant un mélange de pistes cyclables (parc de la Bonde, avenue du Thivet) et voies à faible trafic (chemin du Moulin-de-la-Chaussée).

#### Transports en commun

Logo de Cap Cotentin.

La commune est desservie par Cap Cotentin (anciennement Zéphyr Bus), le réseau de bus de Cherbourg-en-Cotentin, avec :
- la ligne 3 (Brécourt/Schuman/Églantine Château) s'arrête dans les quartiers de Brécourt, des Couplets, des Sèches-Mares et la rue principale ;
- la ligne 4 (Amfreville/Schuman/La Glacerie Marettes) traverse le quartier des Herches et du Val-Labbé ;
- la ligne 5 (Querqueville Mairie/Schuman/Flamands) dessert les quartiers le long de la mer (Hameau de la mer, quartier Sainte-Anne) ainsi que la rue principale également.

Elle était également desservie par la ligne 100 Auderville/Cherbourg-Octeville du réseau de transport Manéo régi par le conseil général jusqu'en 2012.

## Urbanisme

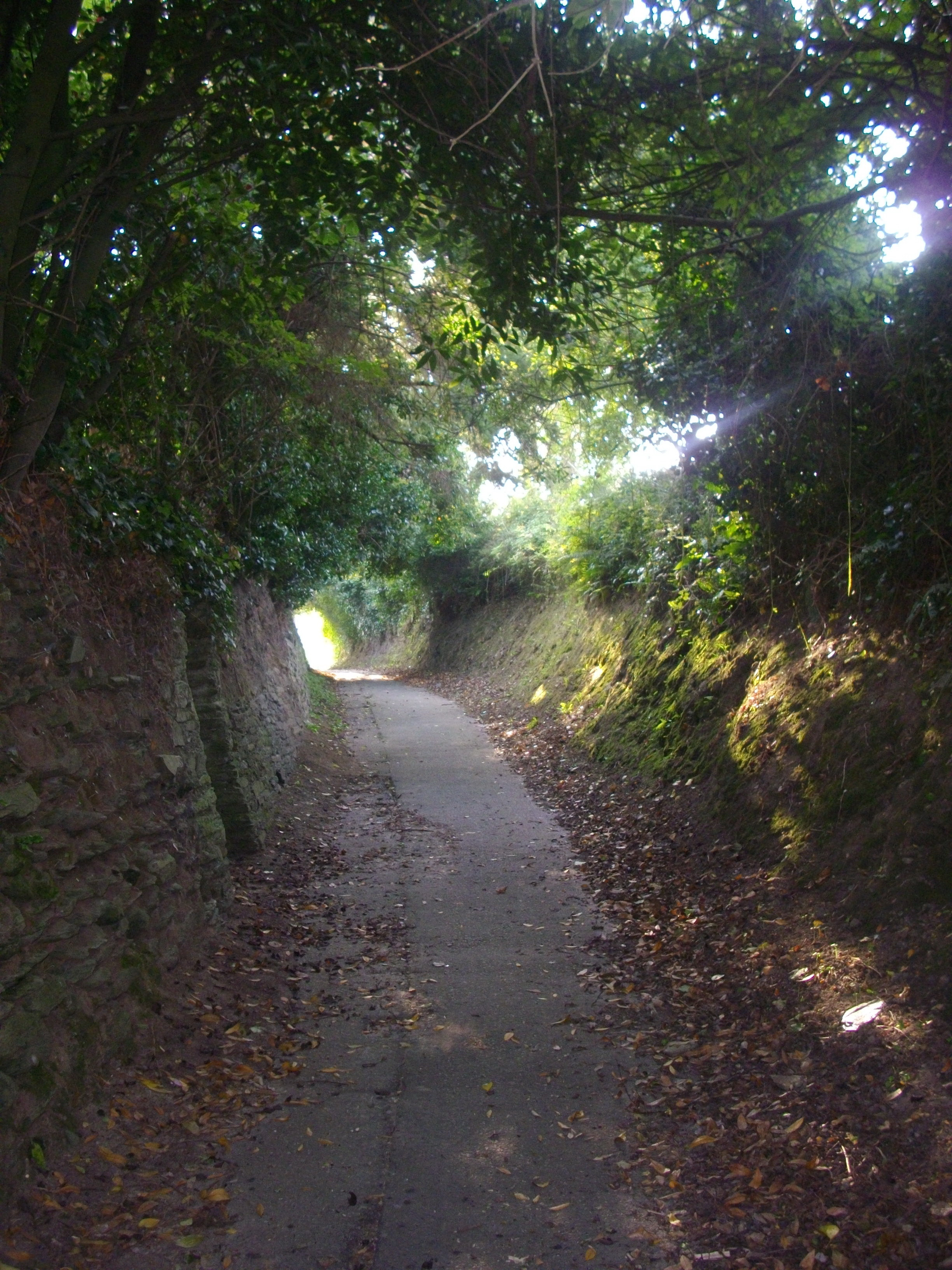
La chasse de la Valette, derrière le quartier de Sainte-Anne.
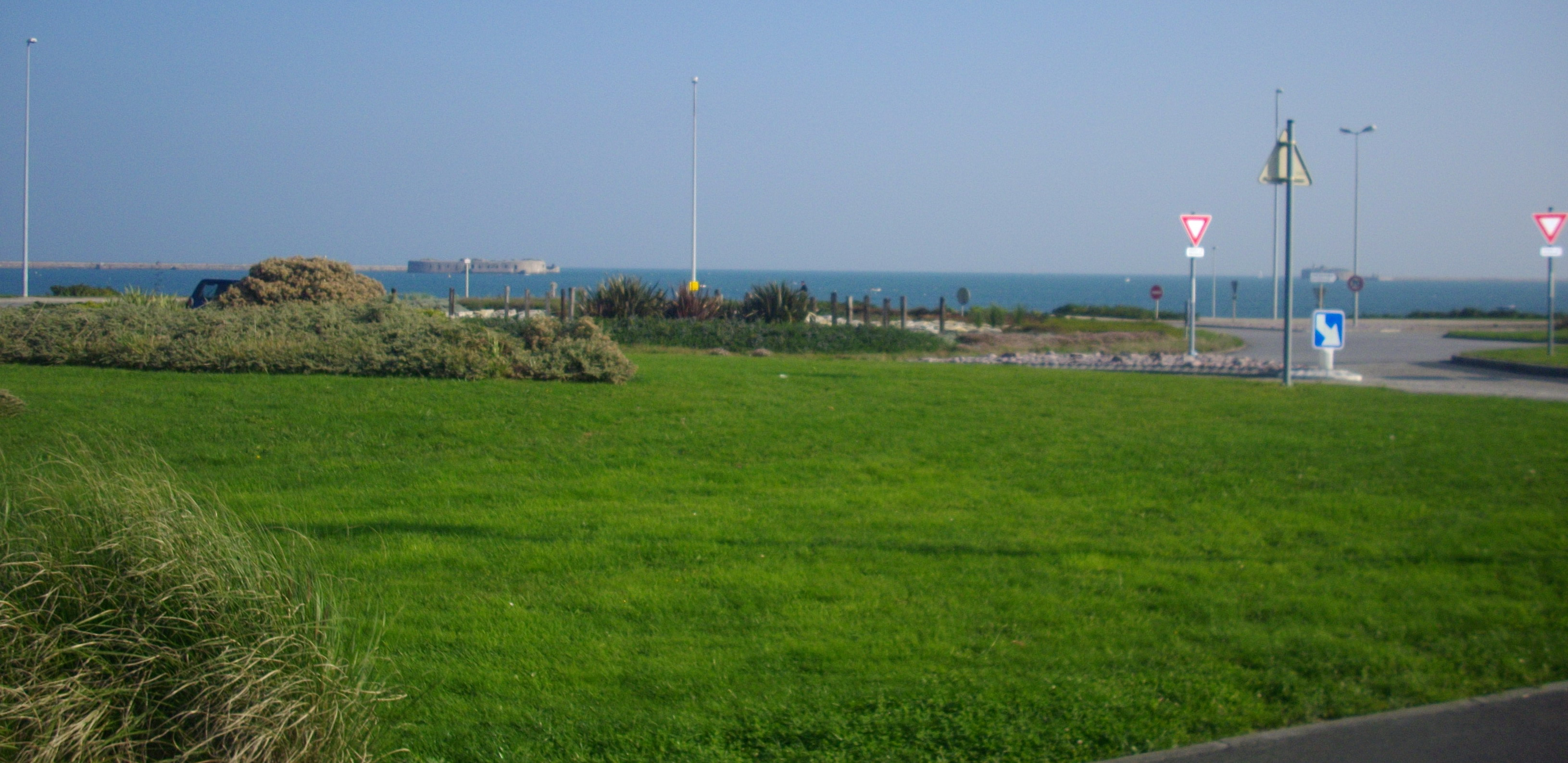
Le rond-point de Brécourt, avec en arrière-plan la rade de Cherbourg.
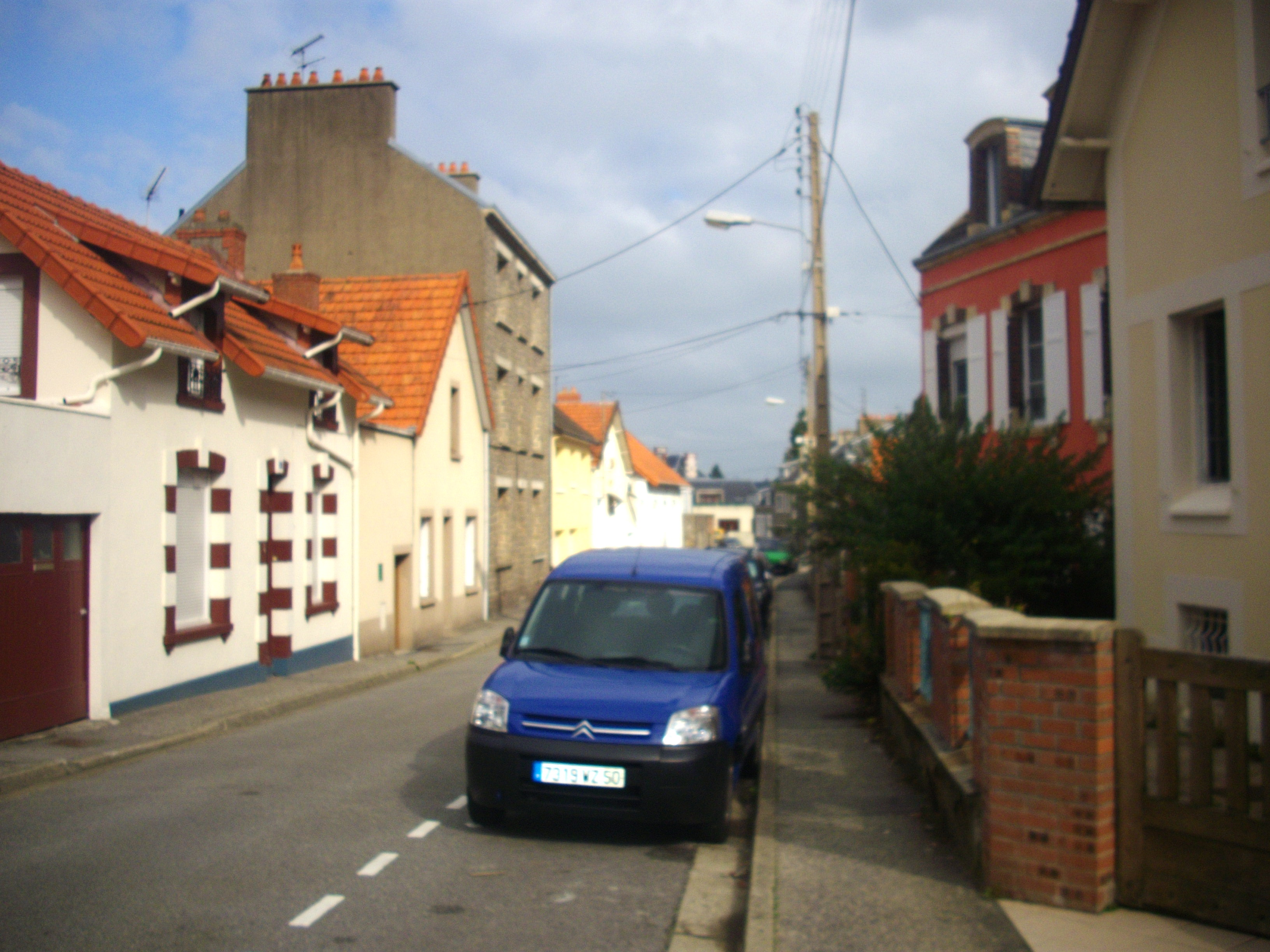
La rue Hervé-Mangon, entre la poste et l'église.
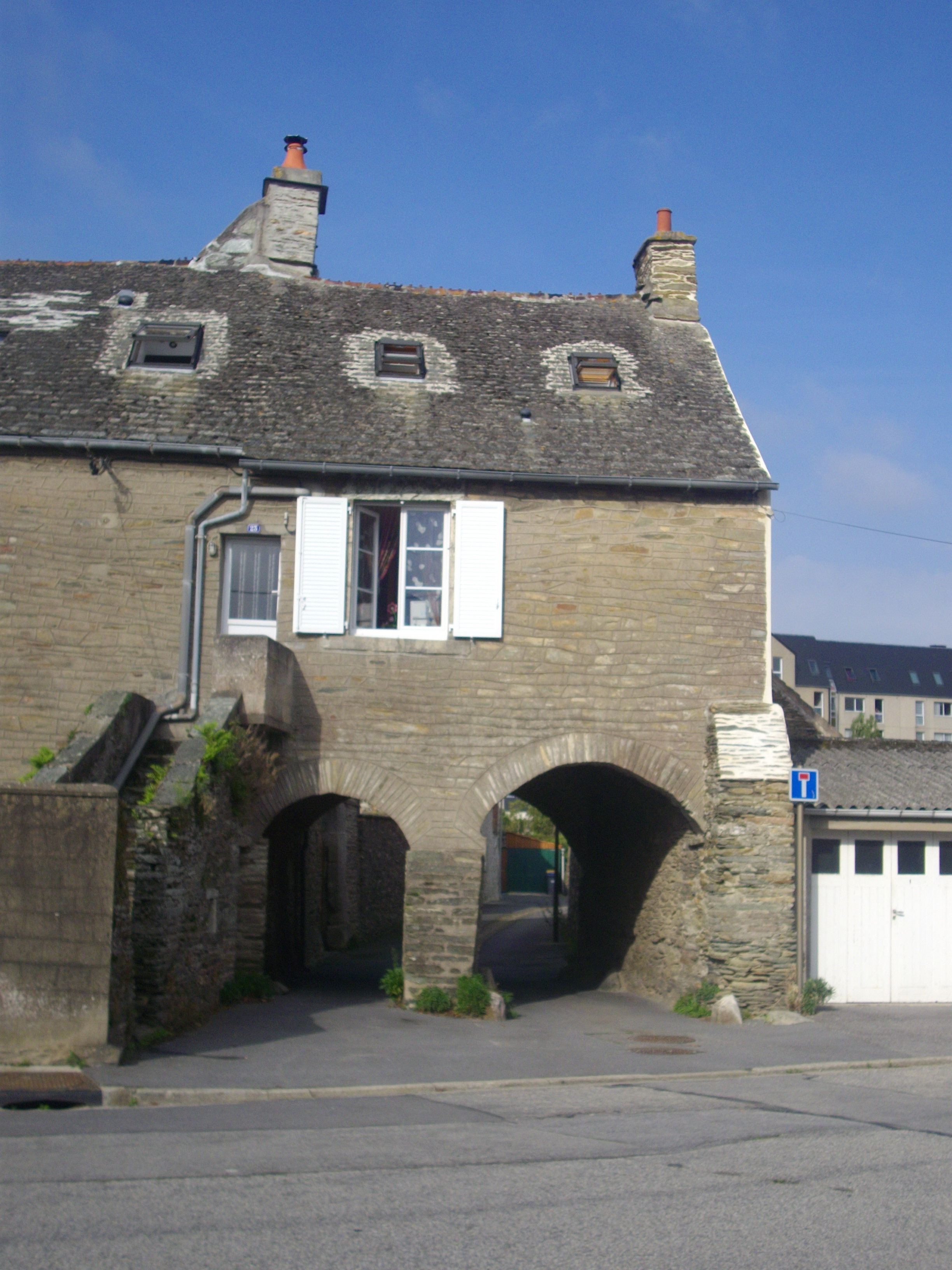
Le hameau Bourgeois.

### Morphologie urbaine

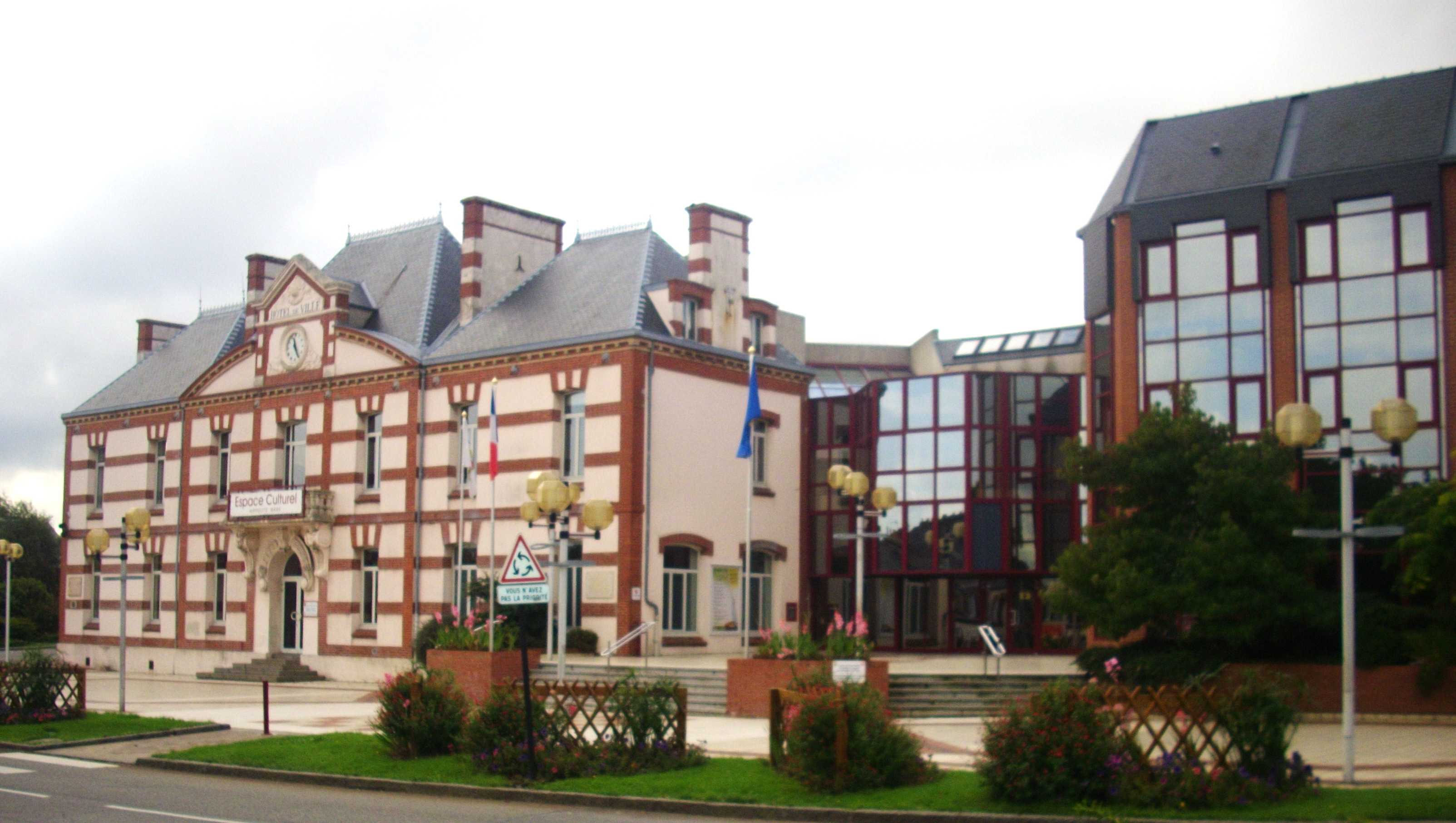
L'hôtel de ville et le centre culturel sur la place Hippolyte-Mars au cœur de la ville.

Équeurdreville s'est historiquement développé principalement autour de la rue principale (rues Gambetta et de la Paix), alors qu'Hainneville se situe dans un encaissement à l'ouest. Des hameaux de pêcheurs se trouvaient tout le long de la mer (hameaux de la mer, Sainte-Anne et Bourgeois). La population se masse donc autour de ces trois secteurs, réunis par l'urbanisme et la construction, et forme une large bande le long du front de mer et s'enfonce petit à petit vers le sud, à l'image du nouveau quartier qui se crée autour de l'Agora. Le développement est néanmoins handicapé par l'altitude rapidement élevée.

### Logement
Au 1er septembre 2005, il existait 7 834 logements (235 de plus qu'en 1999, soit une augmentation de 3,1 % en six ans). 95 % d'entre eux sont des résidences principales (soit 7 414), dont 53 % de propriétés et 46 % de locations. 32 % de ces logements sont des appartements.

### Projets d'aménagements
La municipalité et la communauté urbaine de Cherbourg ont lancé le projet de renouvellement urbain (PRU) sur la tranche 2006-2008. L'objectif est d'aménager les entrées orientale et occidentale de la ville et de dynamiser l'axe rue Gambetta/rue de la Paix. Le PRU comprend ainsi la création de terre-pleins centraux, la création ou le réaménagement de parkings et la plantation de végétation (square des Magnolias).
L'établissement d'hébergement pour personnes âgées dépendantes (EHPAD) les Villandières est actuellement en construction. Il sera destiné à l'accueil d'adultes dépendants avec une capacité de 80 lits, situé rue Surcouf. La ville a accompagné la construction du bâtiment d'un réaménagement de ce secteur de la rue Surcouf (transformation du stationnement et de l'environnement, réfection des trottoirs, sécurisation…). L'ouverture de l'établissement est prévu pour le courant 2009.
Avec la construction de la salle de l'Agora, espace cultures, le secteur au sud des quartiers des Herches et du Tôt est en plein aménagement. Après la revalorisation du fort du Tôt, le lotissement des Hauts-Varengs est en construction, de 94 logements, dont 79 à l'accession à la propriété. Il est question aussi d'une promenade gazonnée, destiné à devenir un des équipements de l'espace de loisirs dit du « plateau sud des Margannes ».

## Toponymie et gentilé
Le nom de la localité d'Équeurdreville est attesté sous les formes Eschedrevilla en 1056, Scheldrevilla en 1063 et 1066, Skeldrevilla puis Esqueudreville au XIIe siècle. Le nom de la localité d'Hainneville est attesté sous les formes Henevilla et Hainevilla au XIIe siècle, Hanevilla vers 1170 et Heinevilla en 1210.
Les deux toponymes ont en commun d'être issus pour le second élément de l'ancien français vile dans son sens originel de « domaine rural » issu du latin villa rustica, Le premier élément est pour Équeurdreville d'un anthroponyme scandinave - norrois tel que Skialdari ou Skelder ou germanique tel que Scild-har.
Pour Hainneville, il s'agirait de l'anthroponyme germanique Hagino,,.
Les gentilés Équeurdrevillais et Hainnevillais perdurent malgré la fusion des deux communes, même si le second tend à disparaître peu à peu, au profit d'Équeurdrevillais. Celui d'Équeurdrais existe aussi parfois.

## Histoire

### Moyen Âge et Ancien Régime
Les deux paroisses appartiennent au doyenné de la Hague.
Dès le XIe siècle, l'évêque de Coutances évoque un bâtiment religieux à Équeurdreville. Au XIIe siècle, Mathilde fait construire sur la croûte du Hommet ce qui deviendra l'abbaye Notre-Dame du Vœu, et dont le blason deviendra par la suite celui de la commune. À noter que l'abbaye avait à Équeurdreville, au Galley, son magasin à sel, et qu'elle détenait à Tourlaville le seul lieu de production du sel de la région de Cherbourg. En 1786, une partie du territoire est annexée à Cherbourg pour la construction du port militaire de Cherbourg.
Le bagne de Cherbourg, qui était situé sur les ruines de l'abbaye du Vœu à Équeurdreville, a existé de 1796 à 1830,,,. Dès 1790, François-Henri Duchevreuil (1751-1830), juriste, président de la société nationale académique de Cherbourg, sera le délégué d'Équeurdreville au district de Cherbourg.

### XXesiècle

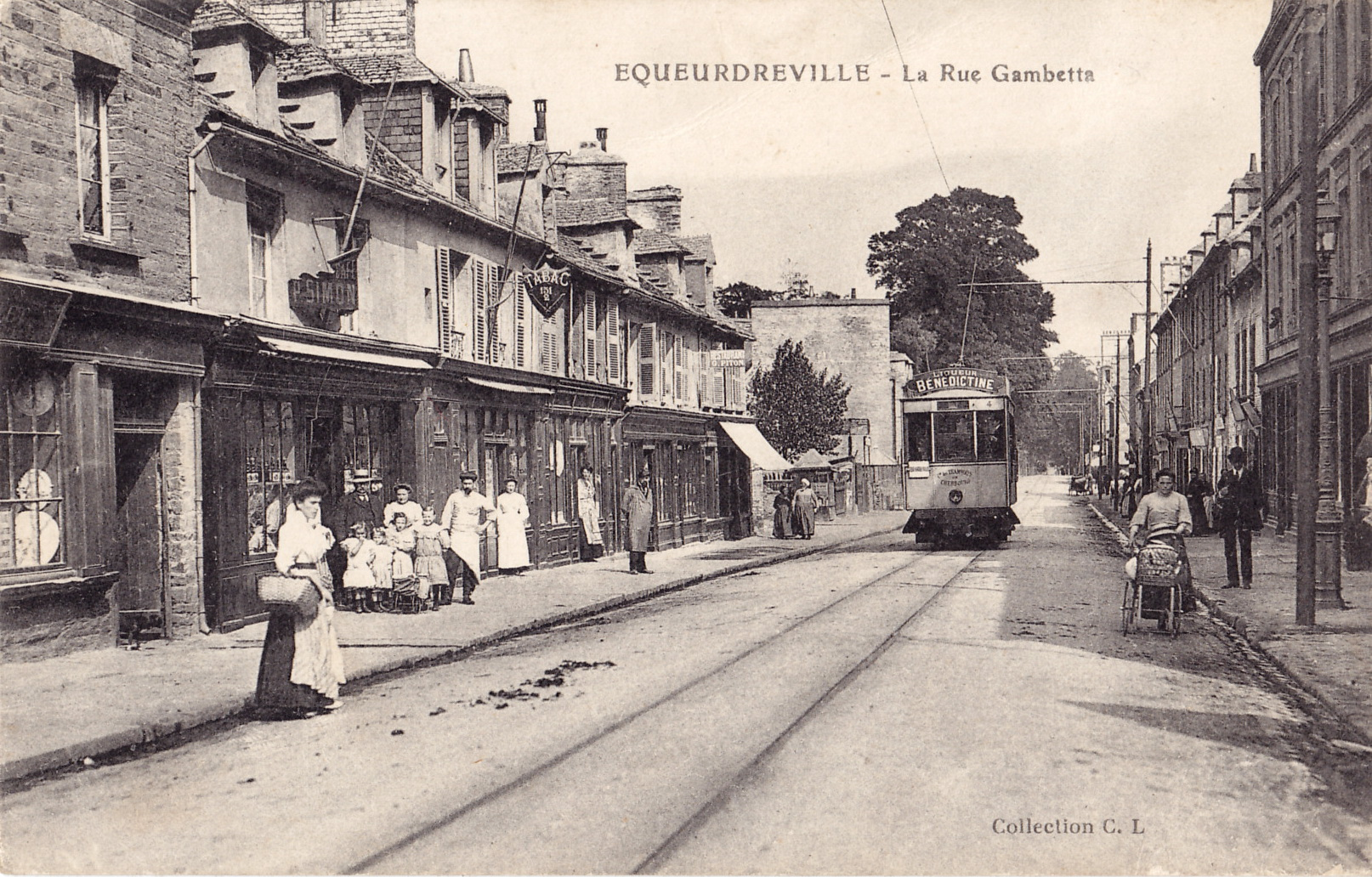
Équeurdreville fut desservi par la ligne « A » du tramway de Cherbourg de 1913 à 1944.

Le XXe siècle sera une période de bouleversement pour Équeurdreville. Le maire, Hippolyte Mars, décide la construction de nombreux équipements, tels qu'une nouvelle mairie, une poste, une gendarmerie, une nouvelle école, un stade et même un cinéma, voulant en faire une ville moderne.
Hainneville demeure un village rural, à l'intérieur des terres, qui s'organise autour d'un bourg et de fermes.
L'affaire criminelle Charles Bourdet s'est déroulée dans la commune et fut jugée le 16 juin 1926 par la cour d'assises de la Manche, à Coutances.
Dans les années soixante, Équeurdreville, confrontée à une croissance démographique forte, est à la recherche de terrains. Elle se tourne alors, via le maire de l'époque Joseph Bocher, vers Hainneville et son maire, René Lecanu, et propose un projet de fusion. Après de vives discussions, il est finalement adopté par le conseil municipal d'Hainneville et finalisé le 10 septembre 1964 par arrêté préfectoral. Le 1er janvier 1965, Équeurdreville et Hainneville fusionnent, devenant une commune d'environ 12 000 habitants.

## Héraldique et logotype

### Héraldique
| Armes d'Équeurdreville-Hainneville | Les armes de la commune d'Équeurdreville-Hainneville se blasonnent ainsi : Coupé mi-parti en chef : au 1er d'azur à trois coquilles d'or posées en bande, au 2e de gueules à une tour d'or et en pointe un pont d'or à quatre arches sur une mer de sinople. Ces armes reprennent celles de l'abbaye du Vœu qui jusqu'en 1786 était située sur Équeurdreville. La commune fusionnée a conservé ce blasonnement. |

### Logotype
Depuis l'incorporation de la commune dans Cherbourg-en-Cotentin en 2016, le logo reprend celui de cette dernière (le C de Cherbourg-en-Cotentin) suivi du nom de la commune déléguée concernée.

Logo de la commune déléguée d'Équeurdreville-Hainneville depuis 2016.

## Politique et administration

### Tendances politiques et résultats
Traditionnellement principalement peuplée des ouvriers de l'Arsenal de Cherbourg, Équeurdreville-Hainneville est majoritairement à gauche. Hippolyte Mars, élu en 1908, fut en effet le premier maire SFIO de la Manche. Aujourd'hui encore, le conseil municipal est à majorité socialiste, sans interruption depuis un siècle.
Au premier tour de l'élection présidentielle de 2007, Ségolène Royal arrive en tête à Équeurdreville-Hainneville avec 31,12 % des suffrages (soit 5 points de plus que la moyenne nationale), alors que Nicolas Sarkozy obtient 23,92 % (7 points de moins que la moyenne nationale) et François Bayrou 20,14 % (2 points au-dessus). Le taux de participation a été légèrement plus faible que la moyenne nationale, avec 82,70 % contre 83,77 % Au second tour, Ségolène Royal obtient 57 % des suffrages face à Nicolas Sarkozy. La participation est là encore légèrement plus faible que la moyenne nationale, avec 82,01 % à Équeurdreville-Hainneville et 83,97 % en France.
Aux élections municipales de 2008, Bernard Cauvin est réélu dès le premier tour et sa liste PS remporte 75,59 % des voix, face à la liste Centre-Mo-Dem menée par Stéphanie Pélerbe, qui a obtenu 24,41 % des votes. Le taux de participation y fut de 54,69 %, soit 7 052 suffrages exprimés pour 12 895 inscrits.

### Administration municipale
L'équipe municipale est composée de trente-trois conseillers dont le maire et neuf adjoints.
La municipalité a créé le conseil de la jeunesse en 2004, composé de trente-six membres, dont vingt-huit jeunes Équeurdrevillais, répartis en trois groupes de travail, devant être consultés sur les dossiers concernant les jeunes et d'adopter à la fin du mandat de deux ans un rapport retraçant toute l'activité du conseil.

### Liste des maires
| Période                                  | Période                | Identité                     | Étiquette | Qualité |
| ---------------------------------------- | ---------------------- | ---------------------------- | --------- | --- |
| Les données manquantes sont à compléter. |                        |                              |           | |
| 1792                                     | 1794                   | Jean Roumy                   |           | |
| 1794                                     | 1795                   | Jean Baptiste Lepigoché      |           | |
| 1795                                     | 1797                   | Jean Roumy                   |           | |
| Les données manquantes sont à compléter. |                        |                              |           | |
| 1800                                     | 1815                   | Jean Baptiste Aubin          |           | |
| 1815                                     | 1816                   | Julien Gigault de Bellefonds |           | Ancien officier de l'armée de Condé |
| 1816                                     | 1826                   | Antoine Renault              |           | |
| 1826                                     | 1826                   | Adrien Postel                |           | |
| 1826                                     | 1828                   | Jean Baptiste Aubin          |           | |
| 1828                                     | 1831                   | J. B. Roumy des Vindis       |           | |
| 1831                                     | 1835                   | François Mignot              |           | |
| 1835                                     | 1835                   | Toussaint Levallois          |           | |
| 1835                                     | 1840                   | Jean Le Haguée               |           | |
| 1840                                     | 1844                   | François Mignot              |           | |
| 1844                                     | 1848                   | Gustave Le Moigne Dulongpré  |           | |
| 1848                                     | 1852                   | Georges Louis Bertrand       |           | Avocat |
| 1852                                     | mars 1856 (décès)      | Joseph Murat                 |           | Garde d'artillerie de première classe retraité                                                                                                |
| 1856                                     | 1862                   | Henry Duchevreuil            |           | |
| 1862                                     | 1864                   | Isidore Auguste Travers      |           | Épicier en gros, négociant |
| 1864                                     | 1867                   | Jean-Baptiste Lesage         |           | |
| 1867                                     | 1871                   | Polydor Hennequin            |           | |
| 1871                                     | 1874                   | Francois Lepigeon            |           | Cultivateur |
| 1874                                     | 1874                   | Polydor Hennequin            |           | |
| 1874                                     | 1878                   | René Mirguet                 |           | |
| 1878                                     | 1878                   | Jean-Pierre Receveur         |           | |
| 1878                                     | septembre 1887 (décès) | Pierre Bouin                 |           | Propriétaire |
| 1888                                     | 1899                   | Jacques Dumoncel             |           | |
| 1899                                     | 1905 (démission)       | Victor Michaud               |           | |
| 1905                                     | mai 1908               | Louis Chamonin               |           | Artificier |
| mai 1908                                 | septembre 1959 (décès) | Hippolyte Mars               | SFIO      | Ouvrier ajusteur à l'arsenal de Cherbourg Premier adjoint au maire (1905 → 1908) Conseiller général d'Octeville (1919 → 1921)                 |
| octobre 1959                             | décembre 1964          | Joseph Bocher                | SFIO      | Officier mécanicien de la marine marchande, résistant Conseiller général d'Octeville (1945 → 1973) Ancien sénateur de la Manche (1946 → 1948) |

| Période                                  | Période              | Identité                 | Étiquette | Qualité                                                                               |
| ---------------------------------------- | -------------------- | ------------------------ | --------- | ------------------------------------------------------------------------------------- |
| Les données manquantes sont à compléter. |                      |                          |           |                                                                                       |
| 1792                                     | 1794                 | François Néel            |           |                                                                                       |
| Les données manquantes sont à compléter. |                      |                          |           |                                                                                       |
| 1796                                     | 1797                 | Jean Bonnissent          |           |                                                                                       |
| 1797                                     | 1798                 | Joseph Le Poittevin      |           |                                                                                       |
| 1798                                     | 1798                 | Jean Bonnissent          |           |                                                                                       |
| 1798                                     | 1808                 | Georges Belhomme         |           |                                                                                       |
| 1808                                     | 1818                 | Jacques Nicollet         |           |                                                                                       |
| 1818                                     | 1830                 | Charles Néel             |           |                                                                                       |
| 1830                                     | 1831                 | François Nicollet        |           |                                                                                       |
| 1831                                     | 1832                 | Prosper Hignard          |           |                                                                                       |
| 1832                                     | 1838                 | Jean Nicollet            |           |                                                                                       |
| 1838                                     | 1848                 | François Belhomme        |           |                                                                                       |
| 1848                                     | janvier 1858 (décès) | Jean Bonnissent          |           |                                                                                       |
| 1858                                     | 1871                 | François Mouchel         |           | Chef de bataillon d'infanterie de Marine retraité                                     |
| 1871                                     | 1874                 | Auguste Nicollet         |           |                                                                                       |
| 1874                                     | 1880                 | Prosper Hignard          |           | Juge de paix                                                                          |
| 1881                                     | 1884                 | Adolphe Nicollet         |           |                                                                                       |
| 1884                                     | 1895                 | Jean Sanson              |           |                                                                                       |
| 1896                                     | 1906                 | Auguste Nicollet         |           |                                                                                       |
| 1906                                     | 1912                 | Jacques François Quoniam |           | Propriétaire                                                                          |
| 1912                                     | 1915                 | Julien Peyron            |           | Médecin de la Marine                                                                  |
| 1915                                     | mai 1929             | Jules Maffre             | RG-Rad.   | Agent technique des travaux hydrauliques Conseiller général d'Octeville (1921 → 1931) |
| mai 1929                                 | mai 1935             | François Quetteville     |           | Agent comptable de la Marine                                                          |
| mai 1935                                 | décembre 1964        | René Lecanu              | SFIO      | Ancien agent technique de la Marine Conseiller d'arrondissement (1934 → 1940)         |

| Période      | Période               | Identité         | Étiquette    | Qualité |
| ------------ | --------------------- | ---------------- | ------------ | --- |
| janvier 1965 | novembre 1973 (décès) | Joseph Bocher    | SFIO puis PS | Retraité de la marine marchande Conseiller général d'Octeville (1945 → 1973)                                                                                             |
| janvier 1974 | mars 1977             | Albert Lesaunier | PS           | Chef de travaux de la Marine Conseiller général d'Octeville (1973 → 1979) Vice-président de la CUC                                                                       |
| mars 1977    | mars 2001             | Jean Lerouvreur  | PS           | Enseignant, maire honoraire Conseiller régional de Basse-Normandie Président de la CUC (1983 → 1989)                                                                     |
| mars 2001    | décembre 2015         | Bernard Cauvin   | PS           | Technicien principal de 2e classe Ancien député de la Manche (1988 → 1993) Ancien conseiller régional de Basse-Normandie (1986 → 1992) Président de la CUC (1990 → 2008) |

| Période      | Période               | Identité         | Étiquette | Qualité                                                                             |
| ------------ | --------------------- | ---------------- | --------- | ----------------------------------------------------------------------------------- |
| janvier 2016 | mars 2017 (démission) | Bernard Cauvin   | PS        | Technicien principal de 2e classe                                                   |
| avril 2017   | En cours              | Dominique Hébert | PS        | Technicien chez Areva Conseiller départemental de Cherbourg-en-Cotentin-4 (2015 → ) |

### Instances administratives
La ville est le chef-lieu de son canton, regroupant aussi Nouainville, Querqueville, Sideville, Teurthéville-Hague et Virandeville. Le conseiller général est depuis 2000 le socialiste Pierre Bihet, premier adjoint au maire d'Équeurdreville-Hainneville depuis 2008.

## Population et société

### Démographie
En 2021, la commune comptait 15 898 habitants. Depuis 2004, les recensements des communes de plus de 10 000 habitants ont lieu au moyen d'enquêtes annuelles par sondage.
| 1793  | 1800  | 1806  | 1821  | 1831  | 1836  | 1841  | 1846  | 1851  |
| ----- | ----- | ----- | ----- | ----- | ----- | ----- | ----- | ----- |
| 1 082 | 1 096 | 1 161 | 1 204 | 1 609 | 1 890 | 2 171 | 2 623 | 3 622 |

| 1856  | 1861  | 1866  | 1872  | 1876  | 1881  | 1886  | 1891  | 1896  |
| ----- | ----- | ----- | ----- | ----- | ----- | ----- | ----- | ----- |
| 4 304 | 4 968 | 4 754 | 4 429 | 4 358 | 4 872 | 5 035 | 5 421 | 5 765 |

| 1901  | 1906  | 1911  | 1921  | 1926  | 1931  | 1936  | 1946  | 1954  |
| ----- | ----- | ----- | ----- | ----- | ----- | ----- | ----- | ----- |
| 6 280 | 6 945 | 7 517 | 7 604 | 7 381 | 7 658 | 8 058 | 8 318 | 8 615 |

| 1962  | 1968   | 1975   | 1982   | 1990   | 1999   | 2006   | 2011   | 2016   |
| ----- | ------ | ------ | ------ | ------ | ------ | ------ | ------ | ------ |
| 9 624 | 12 145 | 12 647 | 13 332 | 18 256 | 18 173 | 17 522 | 17 386 | 16 900 |

| 2019   | - | - | - | - | - | - | - | - |
| ------ | - | - | - | - | - | - | - | - |
| 16 313 | - | - | - | - | - | - | - | - |

| 1793 | 1800 | 1806 | 1821 | 1831 | 1836 | 1841 |
| ---- | ---- | ---- | ---- | ---- | ---- | ---- |
| 755  | 606  | 752  | 915  | 932  | 880  | 854  |

| 1846 | 1851 | 1856  | 1861  | 1866  | 1872  | 1876  |
| ---- | ---- | ----- | ----- | ----- | ----- | ----- |
| 840  | 986  | 1 053 | 1 138 | 1 101 | 1 050 | 1 020 |

| 1881  | 1886  | 1891  | 1896  | 1901  | 1906  | 1911  |
| ----- | ----- | ----- | ----- | ----- | ----- | ----- |
| 1 095 | 1 158 | 1 496 | 1 377 | 1 395 | 1 429 | 1 491 |

| 1921  | 1926  | 1931  | 1936  | 1946  | 1954  | 1962  |
| ----- | ----- | ----- | ----- | ----- | ----- | ----- |
| 1 349 | 1 340 | 1 411 | 1 635 | 1 768 | 1 821 | 2 118 |

### Enseignement et jeunesse

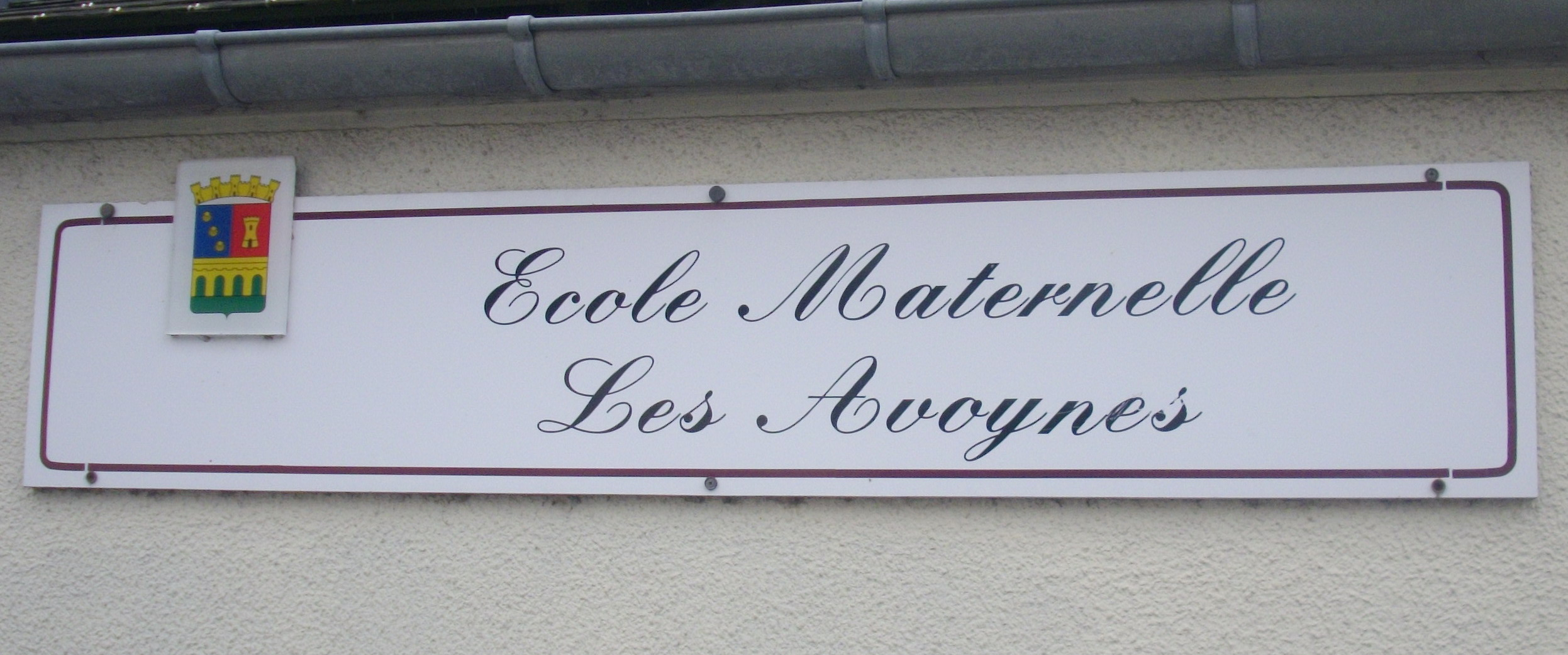
Le panneau de l'école maternelle des Avoynes.

La tranche 0 à 19 ans est une part importante de la population de la commune (28 % de la population totale). Aussi la municipalité mène une véritable politique de la jeunesse, avec la création du conseil de la jeunesse (36 membres dont 28 adolescents de 15 à 25 ans qui se réunissent trois fois par an) ou le réaménagement du bâtiment des bains-douches qui accueille désormais le service sport et jeunesse de la ville ainsi que des animations régulières.
Voici ci-dessous la liste exhaustive des établissements scolaires de la ville :

### Santé
La ville est le siège de la polyclinique du Cotentin, située avenue du Thivet, à la limite d'Octeville. Elle possède différents services (laboratoire d'analyse médicale, imagerie médicale, chirurgie, soin de suite…). Équeurdreville-Hainneville accueille également deux établissements d'hébergement pour personnes âgées dépendantes (EHPAD). Le premier, la résidence Pierre-Bérégovoy, a été ouvert en 1996, avenue de Tourville, et peut accueillir soixante personnes, dont vingt désorientées ou atteintes de la maladie d'Alzheimer. Le second, la résidence La Goelette, dépendante du groupe Korian, a été ouvert en 2009 pour l'accueil de quatre-vingt personnes.

### Sports

#### Football
Le Football Club Équeurdreville-Hainneville fait évoluer deux équipes de football en ligue de Basse-Normandie et une troisième équipe masculine, ainsi qu'une équipe féminine de football à 8, en divisions de district.

#### Autres sports
- Armes anciennes de spectacle : AS Hainneville.
- Badminton : AS Hainneville.
- Basket-ball : UST Équeurdreville.
- Boxe thaï : AS Hainneville.
- Cyclisme : UST Équeurdreville.
- Danse (classique, de salon, modern-jazz…) : AS Hainneville.
- Échecs : UST Équeurdreville.
- Escrime : AS Hainneville.
- Gym, musculation, yoga : AS Hainneville.
- Handball : AS Hainneville.
- Judo : AS Hainneville.
- Karaté : AS Hainneville.
- Pétanque : AS Hainneville.
- Viet Vo Dao : AS Hainneville.
- Volley-ball : AS Hainneville.
- Roller derby : AS Hainneville.

### Association des anciens combattants
- Union nationale des combattants (UNC).

## Économie

### Emploi
En 1999, la population active à Équeurdreville-Hainneville s'élève à 8 003 personnes, dont 4 456 hommes et 3 547 femmes. Le tertiaire représente une part très importante de la population active occupée (ayant un emploi), puisque ce secteur occupe 65 % d'entre eux (10,2 % dans le commerce). La construction ne concerne que 4,4 % des travailleurs, l'industrie 29,9 % et l'agriculture seulement 0,7 %.
Toujours d'après le recensement de 1999 par l'Insee, le chômage représente 1 186 personnes, soit un taux de 14,8 %. Comme dans le reste de la France, il touche davantage les jeunes (19,4 % des chômeurs ont entre 15 et 25 ans), ainsi que les femmes (54,6 % d'entre elles).

### Entreprises

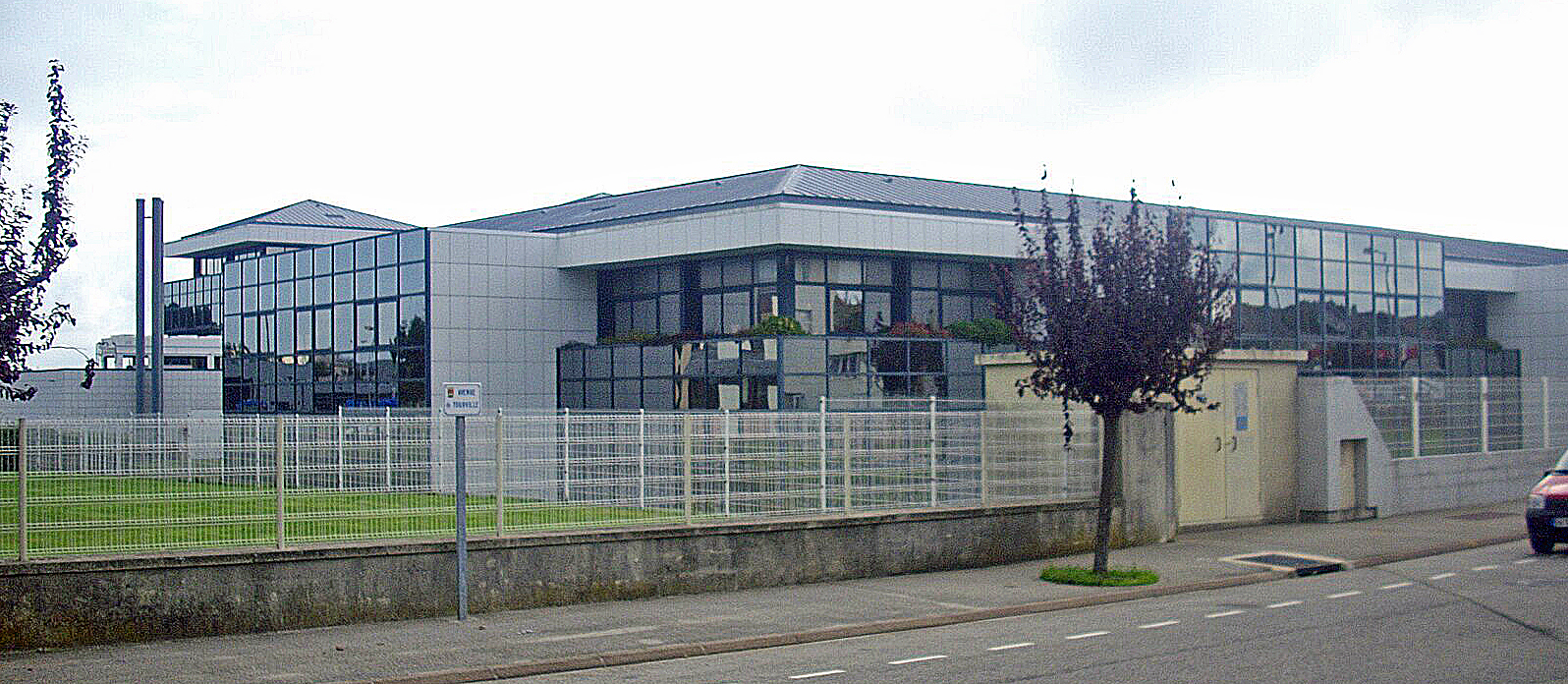
Des filiales d'Orano Projets (SGN, Euriware…) dans la zone des terrasses.

Il existe quelques secteurs d'activités à Équeurdreville :
- le parc d'activités Le Lucas, à cheval sur Querqueville, et qui comporte principalement des commerces autour de l'hypermarché E.Leclerc ;
- les parcs d'activités La Belle Jardinière (22 077 m2) et La Belle Jardinière 2, très proches du premier parc ;
- la zone d'activités des Terrasses en cours d'extension et comprenant entre autres des filiales d'Areva et EDF ;
- le parc d'activités de Bénécère (83 560 m2), dont la réussite est en demi-teinte puisque les premières entreprises ne devraient s'installer que durant l'année 2008 après 16 ans d'existence. Cet échec serait dû à une mauvaise situation et une mauvaise topologie.

Ci-dessous le tableau des principaux employeurs à Équeurdreville-Hainneville - au 25/02/08 :
| Employeur                         | Effectif | Activité                           |
| --------------------------------- | -------- | ---------------------------------- |
| Capgemini                         | 260      | Informatique et télécommunications |
| Orano Projets                     | 340      | Services et conseils               |
| SPIE Nucléaire                    | 217      | Services et conseils               |
| Groupe SNEF                       | 115      | Bâtiment et travaux publics        |
| Lycée professionnel Edmond Doucet | 100      | Enseignement                       |
| Quille                            | 80       | Bâtiment et travaux publics        |
| ISS Abilis                        | 70       | Services et conseils               |
| Ineo Normandie                    | 30       | Bâtiment et travaux publics        |

### Commerce
L'axe rue de la Paix/rue Gambetta est la principale artère commerçante où se rassemblent la plupart des commerces de proximité. Le secteur autour du carrefour rue Marcel-Sembat/rue Général-de-Gaulle, au hameau de la mer, et jusqu'au centre aquatique, est aussi une zone commerciale. Le quartier de Brécourt accueille lui aussi un petit centre de commerces de proximité. Des hypermarchés Maxicoop, Lidl, Ed, Intermarché ou E.Leclerc se trouvent également sur la commune ou à proximité.

## Culture locale et patrimoine

### Patrimoine civil

#### Le monument aux morts pacifiste

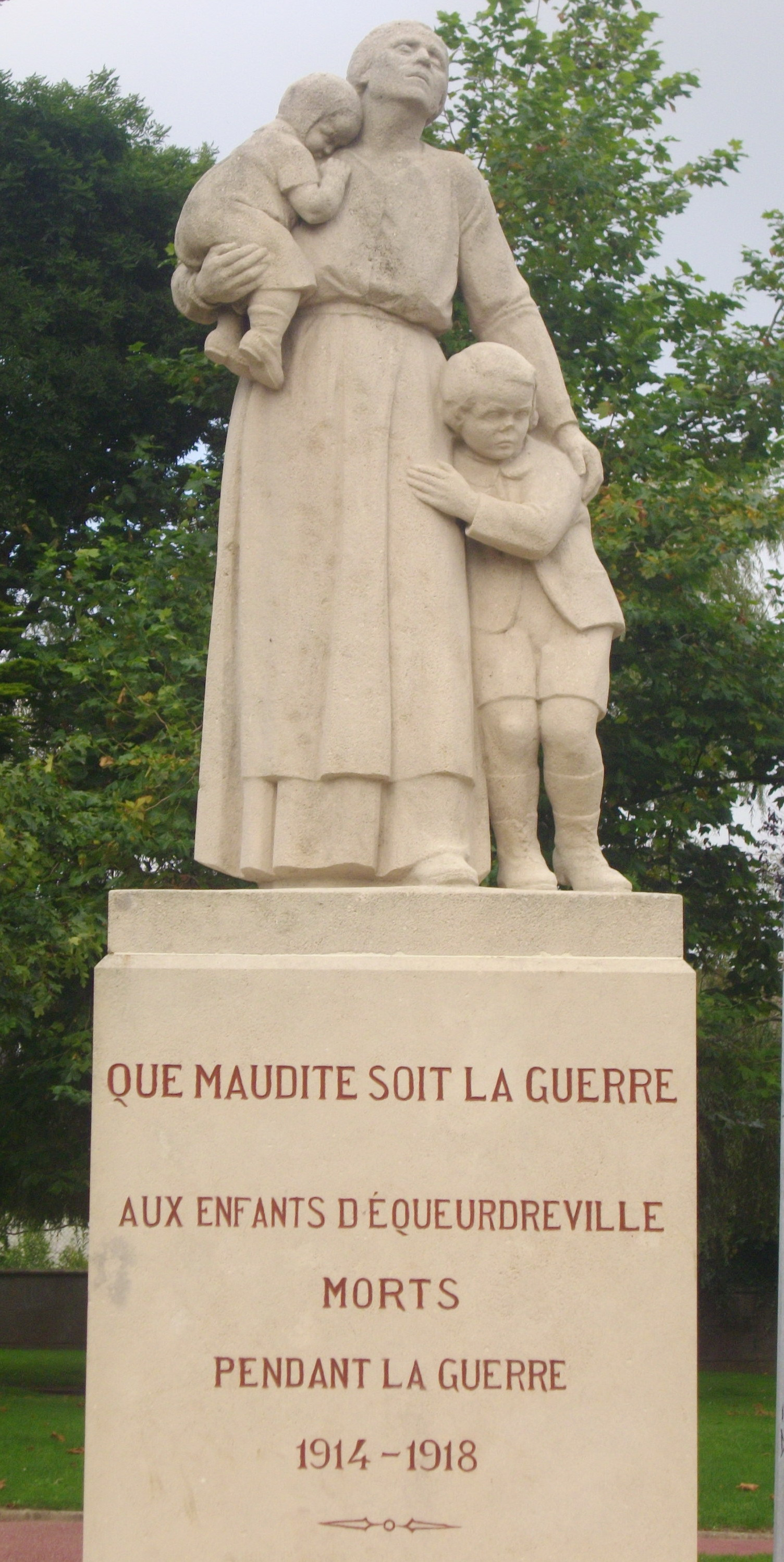

Équeurdreville-Hainneville est l'une des rares villes à accueillir un monument aux morts pacifiste. En effet, au lieu de « Mort pour la patrie », il y est écrit « Que maudite soit la guerre ». Le monument a été sculpté par Émilie Rolez à la demande du maire d'alors, Hippolyte Mars. Il bénéficie du label patrimoine du XXe siècle depuis le 14 mars 2006.

#### Le manoir d'Hainneville
Les origines du bâtiment actuel sont probablement du XVIe siècle. Cela dit, un acte de propriété assure de l'existence d'une demeure possédée par Jean de la Roche Tesson jusqu'en 1345, puis deux abbés du Mont-Saint-Michel à partir de 1394, qui le cèderont à Louis Gigault de Bellefonds. Il la reconstruira pour créer le manoir actuel, à plusieurs reprises modifié. Ce bâtiment est notamment remarquable par sa toiture en schiste typique de la région, ainsi que son parc d'un hectare et demi. En le rachetant en 1992, la ville le destina à un parc paysager réaménagé et lieu de promenade.

### Autres lieux et monuments
- Vieux village du hameau Langlois.
- Hameau Bourgeois du XVIe siècle qui témoigne de la période médiévale.

### Patrimoine religieux
Les trois églises situées sur le territoire de la commune dépendent maintenant de la paroisse Notre-Dame de l'Assomption du doyenné de Cherbourg-Hague.

#### Église Notre-Dame d'Assomption d'Équeurdreville
Située rue de la Cité. En 1055, un premier édifice est évoqué par Geoffroy de Montbray, évêque de Coutances. Cependant, la construction de la rade et du port de Cherbourg vers 1850 créent une augmentation massive de la population à Équeurdreville, imposant la construction d'une nouvelle église. Le curé de la paroisse, Lechevallier, ainsi que l'abbé Godefroy du couvent de la Bucaille, élaborent les plans du nouvel édifice. D'un style néogothique, il est particulièrement sobre du fait des faibles ressources. La flèche du clocher notamment ne sera jamais construite. L'église abrite plusieurs épitaphes en pierre calcaire, dont la plus ancienne date de 1572, ainsi qu'un grand crucifix de bois polychromes, des fonts baptismaux en marbres du XIXe siècle, et des autels et retables néogothiques du XIXe.

#### Église Notre-Dame d'Assomption d'Hainneville
L'église Notre-Dame d'Assomption d'Hainneville (XVe, XVIIe – XIXe siècles) est située sur les hauteurs d'Hainneville, rue du Presbytère, au milieu de son cimetière, et réunie à la paroisse d'Équeurdreville sous le même nom, Notre-Dame-d'Assomption. Un premier édifice existait déjà au XIe siècle. Le chœur date du XVe siècle. Vaste, il est flanqué de deux chapelles. La nef a été remaniée au XIXe siècle, pour pouvoir accéder aux bas-côtés, qui ont été agrandis pour accueillir la population croissante. La date de 1859 est ainsi inscrite à l'intérieur. Le clocher-porche date du XVIIIe siècle et présente un écu martelé, sans doute celui du seigneur Jacques Bernardin, marquis de Bellefonds en 1753. Flanqué de tourelles, l'ouverture du portail en plein cintre est supportée par des pilastres surmontés d'un fronton triangulaire. La statuaire et le mobilier datent principalement de la seconde partie du XIXe siècle, comme le confessionnal, en sapin, ou les fonts baptismaux en pierre calcaire. Les vitraux représente Thomas Hélye, l'Assomption de la Vierge, saint Pierre, saint Paul, saint Louis ou saint Albert. Une Vierge à l'Enfant en bois polychrome, date de la fin du XVIIIe siècle.

#### La chapellePieXde Hainneville
Située au hameau de la Mer d'Hainneville, rue Ferdinand Buisson, elle a été inaugurée par Louis-Jean-Frédéric Guyot en 1953.

### Patrimoine militaire

#### Le site de Brécourt
À l'origine, à Brécourt se situe un parc à combustible d'une capacité de 80 000 m3 pour l'alimentation en mazout des navires de la marine nationale ; une canalisation souterraine permettait de transférer le combustible vers l'arsenal de Cherbourg, la pente permettant même l'écoulement du liquide en cas de panne des pompes. Il fut construit à partir de 1932 et mis en service en 1938. Il fut saboté lors de la prise de Cherbourg en 1940. Le site est repris pour devenir une base de lancement de V2, puis serait devenu le plus grand site fixe de montage et de lancement de V1 en Europe si les travaux avaient été menés à terme. On peut y découvrir les murs en béton d'une rampe externe. Une seconde rampe, souterraine, n'est plus visible, vraisemblablement murée car très proche des habitations actuelles ; son existence est cependant attestée par les plans d'origine allemande. Le site, qui se visite aux journées du patrimoines, est classé au titre des monuments historiques par arrêté du 23 février 1995. Winston Churchill, visitant le complexe à la Libération, aurait, de stupeur face à l'ampleur des installations, lâché la pomme qu'il mangeait, s'écriant : « Oh, my God ! ». Depuis, un pommier a poussé à cet endroit.

#### Le fort des Couplets

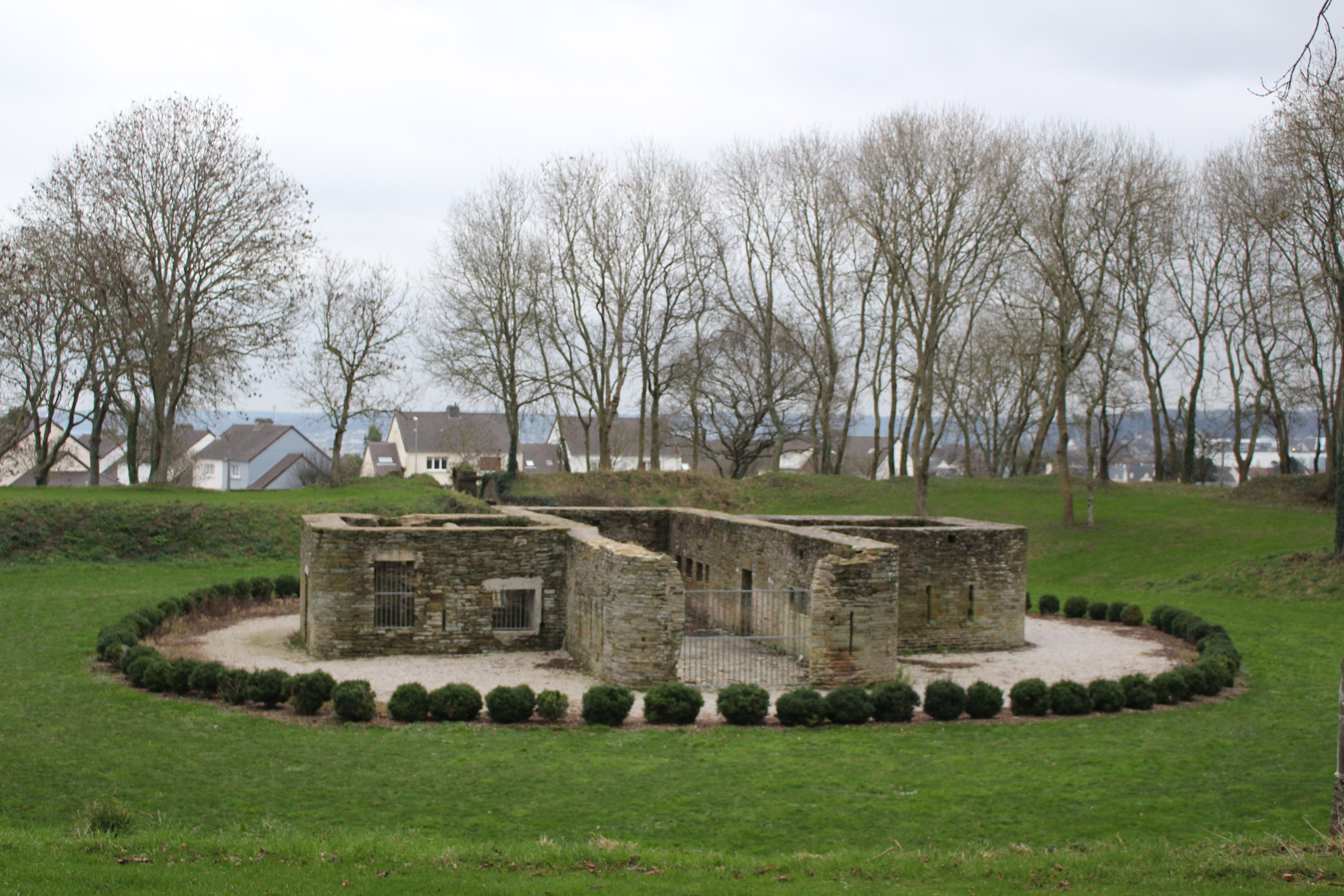
Le fort du Tôt.

Plusieurs ouvrages avec le nom « Couplets » ont été construits. L'ancienne redoute, y compris son réduit et ses fossés sont inscrits par arrêté du 24 mars 1994 :
- une batterie « ancienne » des Couplets[55] ;
- une batterie « nouvelle » des Couplets[56] ;
- une redoute des Couplets[57]. Cette dernière appartient désormais à la commune qui l'utilise comme centre de loisirs.

#### Le fort du Tôt
L'ancienne redoute du Tôt est inscrite au titre des monuments historiques par arrêté du 27 août 1992.

### Patrimoine naturel, jardins et espaces verts

#### La plage de la Saline
À l'intérieur de la rade de Cherbourg, la plage de la Saline s'étend sur à peu près 600 mètres au nord de la ville, entre un rivage rocheux à l'ouest et l'Arsenal à l'est. Autrefois petit port de pêche, la mer y permettait la subsistance de toute une petite population vivant dans des hameaux sur le rivage (hameaux de la Mer, Sainte-Anne et Bourgeois). Aujourd'hui encore appréciée par les pêcheurs à pied grâce aux nombreux rochers abritant toutes sortes de coquillages, elle est aussi fréquentée par les familles, surtout depuis les nombreux aménagements effectués en 2006 tout autour et sur le front de mer. La baignade y reste interdite mais, dans l'espace vert au-dessus, une buvette a été intégrée dans une ancienne fortification militaire, la piste cyclable et l'organisation du trafic ont été modifiées et des jeux et des plantations ont été transformées.

#### Espaces verts
En raison de la position stratégique que représente Cherbourg pour la défense maritime, plusieurs installations de la marine sont présentes sur le territoire d'Équeurdreville-Hainneville, empêchant de construire sur plusieurs hectares aux alentours. La municipalité y a donc aménagé sur près de 80 hectares des espaces verts, des lieux de promenade ou des aires de loisirs. Les principaux parcs sont :
- le parc de la Bonde, autour de la rivière du même nom et du centre aquatique, réaménagé à l'occasion de la construction de ce dernier ;
- le parc de Capel et des Hauts-de-Capel, entourant d'anciens blockhaus avec une vue imprenable sur la mer et la rade ;
- le parc des Couplets, qui se situent autour du fort éponyme qui accueille aujourd'hui un centre aéré ;
- le parc du Val-l'Abbé ;
- le parc du Tôt, autour du fort du Tôt[61], restauré et embelli à la suite de la construction de la salle de l'Agora.

Pour l'entretien de ces espaces, le nombre de jardiniers municipaux passa de neuf dans les années 1980, à vingt-sept aux alentours de l'an 2000.

#### Jardins familiaux

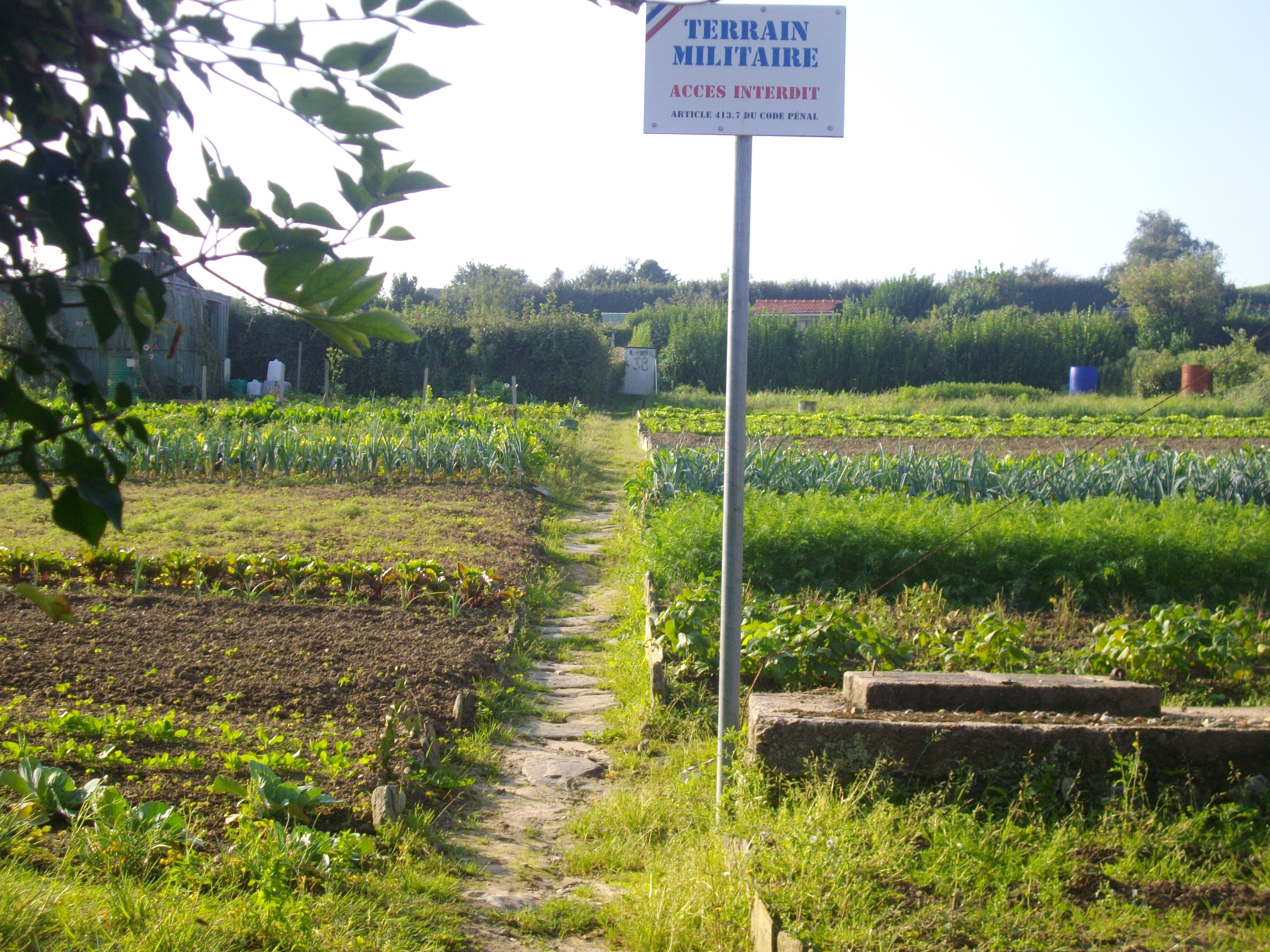
Des jardins familiaux chasse de la Valette.

On note une surface importante destinée aux jardins familiaux, pour les mêmes raisons que pour les espaces verts. Ils sont répartis sur plusieurs endroits, tel qu'en contrebas des Hauts-de-Capel, le long de la rue Arago ou aux abords du parc des Couplets. Ces jardins sont gérés par l'association des jardins familiaux, destinée à « promouvoir le jardinage comme activité de loisirs par la création, le développement des jardins familiaux », créée le 23 février 2004.

## Personnalités liées à la commune
- Hippolyte Mars (1870-1959), a été maire d'Équeurdreville pendant plus de cinquante ans et lié à la Résistance durant la Seconde Guerre mondiale.
- Pierre Vastel (1889-1942), résistant durant la Seconde Guerre mondiale.
- René Schmitt, homme politique SFIO et député, ancien maire de Cherbourg, né dans l'Eure en 1903, est décédé dans la commune le 14 mars 1968.
- André Defrance (1908-1952), résistant durant la Seconde Guerre mondiale, a habité Équeurdreville où un buste le représente aux côtés de sa femme.
- Kléber Haedens (1913-1976), romancier et journaliste, naquit dans la commune.
- René Dupont (1918-1981), militaire et résistant, Compagnon de la Libération.
- Victor Lévêque (1923-1943), champion cycliste, résistant durant la Seconde Guerre mondiale, et fusillé le 2 janvier 1943, à l'âge de 19 ans.
- Le footballeur Marcel Mouchel y est né le 13 février 1927 et deviendra dans les années d'après-guerre un joueur emblématique de l'AS Cherbourg.
- Bernard Cauvin (1946-), homme politique.
- Jean-Paul Lecanu (1947-2014), footballeur français durant trois saisons au Stade Malherbe Caen entre 1970 et 1973, père de l'animatrice de télévision Flavie Flament.
- Ernst Umhauer, né en 1989, acteur.
- Johnny Clegg (1953-2019), auteur, compositeur et interprète, est citoyen d'honneur depuis mai 2010.
- Jean Pierre Le Goff, sociologue, auteur de La France d'hier (Stock 2018). Il y raconte notamment son enfance à Équeurdreville où il est né en 1949.